# Мельник, Игорь Васильевич
Игорь Васильевич Мельник (укр. Ігор Васильович Мельник; 21 августа 1986, Львов, УССР, СССР) — украинский футболист, нападающий.

## Биография
Игорь является воспитанником Львовской областной спортивной школьной системы. Первые шаги на профессиональном уровне делал в родном Львове, за вторую команду львовских «Карпат».
Большую часть своей карьеры провёл в различных клубах первой и элитной лиг украинского футбола. В частности, в таких клубах как «Крымтеплица», ФК «Львов», «Буковина» (Черновцы), «Александрия», вместе с которой стал победителем первой лиги Украины, а также выступал за тернопольскую «Ниву», с которой становился бронзовым призёром второй лиги Украины.
В целом в украинском чемпионате отличился 55 голами в 242 встречах, также провёл 14 матчей в кубке Украины, где забил 3 мяча. С 2015 года выступал в канадской команде «Торонто Атомик» (укр.) из города Торонто. С мая 2018 года планирует выступать за другую канадскую команду, по предварительной информации этим клубом будет «Воркута» (Торонто).

## Достижения
Украина
- Победитель Первой лиги Украины (1): 2010/11
- Бронзовый призёр Второй лиги Украины (1): 2012/13

Канада
- Победитель плей-офф Канадской футбольной лиги (1): 2018
- Серебряный призёр регулярного чемпионата Канадской футбольной лиги (1): 2018